# Sammy Clingan
Sammy Clingan (ur. 13 stycznia 1984 w Belfaście) – północnoirlandzki piłkarz występujący na pozycji pomocnika w Kilmarnock.

## Kariera klubowa
Clingan swoją karierę piłkarską rozpoczął w roku 2001 w szkółce piłkarskiej Wolverhampton Wanderers. Do pierwszej drużyny tego klubu włączony został dwa lata później. W sezonie 2003/2004 występował w zespole rezerw, których również był kapitanem. 7 października 2004 roku Clingan został wypożyczony do Chesterfield. Zadebiutował tam w spotkaniu z Hull City, zaś pierwszą bramkę zdobył natomiast w pojedynku z Stockport County. W trakcie dwumiesięcznego pobytu w Chesterfield wystąpił tam w 15 ligowych spotkaniach, w których zdobył dwie bramki. W sierpniu 2005 roku Clingan został ponownie wypożyczony do ekipy "The Spireites". Grał tam przez pół roku. W tym czasie zagrał w 21 ligowych meczach oraz zdobył jednego gola. Po powrocie do Wolverhampton, 23 stycznia podpisał kontrakt z Nottingham Forest.
W nowym zespole swój pierwszy występ zaliczył 5 sierpnia w spotkaniu z Bratford. W swoim pierwszym sezonie w Nottinghamie Clingan był jednym z podstawowych zawodników, wystąpił wówczas w 28 ligowych pojedynkach. 24 listopada 2007 roku w pojedynku z Crewe Alexandra zdobył swoją pierwszą bramkę dla swojej drużyny. Rozgrywki League One wraz ze swoją drużyną zakończył na drugim miejscu, przez co awansował do League Championship. W letnim okienku transferowym Clingan podpisał jednak kontrakt z Norwich City.
W nowej drużynie zadebiutował 9 sierpnia w spotkaniu z Coventry City, pierwszą bramkę zdobył natomiast 4 października w pojedynku z Derby County. W sezonie 2008/2009 rozegrał 40 spotkań. W lipcu przeszedł do Coventry City. Zadebiutował tam 9 września w ligowym spotkaniu z Ipswich Town.
W klubie z Doncaster zadebiutował w meczu z Notts County w 2012 roku.
Do Kilmarnock przeszedł w 19 stycznia 2013 roku. Zadebiutował w meczu z Inverness CT.

## Kariera reprezentacyjna
Clingan zaliczył sześć występów w reprezentacji swojego kraju U-21. W seniorskiej kadrze zadebiutował w maju 2006 roku w spotkaniu z Urugwajem. Pierwszy raz w meczu o punkty wystąpił natomiast 2 września w meczu eliminacji do Euro 2008 z Islandią. Dotychczas w barwach narodowych wystąpił 29 razy.